# Kries Mahadewsing
Narainpersad (Kries) Mahadewsing/Mahadewsingh (district Nickerie, 16 december 1942 – Utrecht, 19 februari 2013) was een Surinaams politicus.
Hij groeide op in het district Nickerie waar hij ook de mulo doorliep. Na het behalen van het diploma aan de kweekschool in Paramaribo keerde hij terug naar Nickerie waar hij ging werken in het onderwijs. Later behaalde hij de hoofdakte en werd hij schoolhoofd. Verder was hij betrokken bij de Hindoestaanse partij VHP. In 1977 stond hij namens de VHP op de VDP-kandidatenlijst voor de Statenverkiezingen. Mahadewsing werd verkozen en kort voor de in 1980 geplande verkiezingen kwamen met de Sergeantencoup militairen onder leiding van Desi Bouterse aan de macht. In maart 1982 werd hij met onder andere de ex-Statenleden Paul Somohardjo en Saleh Rasam opgepakt vanwege vermeende betrokkenheid bij een tegencoup. Mahadewsing werd daarop veroordeeld tot een gevangenisstraf van twee jaren. Pretaap Radhakishun, vanaf 1988 minister van Natuurlijke Hulpbronnen en Energie, haalde hem over naar diens ministerie en stelde hem aan als onderdirecteur.
Mahadewsing was binnen de VHP betrokken bij de Beweging voor Demokratie-VHP (BVD-VHP) die zich na de verkiezingen van 1996 afsplitste in een eigen partij onder de naam Basispartij voor Vernieuwing en Democratie (BVD). Van de negen DNA-leden van de VHP stapten er vijf over naar de BVD en hielpen vervolgens de Wijdenbosch-regering aan een meerderheid. Zijn partijgenoot Tjan Gobardhan werd toen minister van Onderwijs en Volksontwikkeling en toen deze een jaar later benoemd werd tot minister van Financiën volgde Mahadewsing hem op (vanaf 9 september 1997). Begin 1997 stapten drie BVD-parlementariërs uit de fractie waarmee de regeringscoalitie niet langer kon rekenen op een meerderheid in het parlement. Mahadewsing had niet lang daarna in een restaurant een woordenwisseling met Lachmiperkash Tewari, een van die drie parlementariërs, wat uitliep op een conflict waarbij Mahadewsing hem met een pistool bedreigde. Nadat een justitieel onderzoek was gestart wegens bedreiging tegen het leven van Tewari stapte Mahadewsing in februari 1998 op als minister.
Toen hij in 2013 in Nederland op bezoek was bij zijn kinderen werd hij opgenomen in het Diakonessenhuis in Utrecht waar hij op 70-jarige leeftijd overleed.